# Алексо Поройлията
Вижте пояснителната страница за други личности с името Поройлията.
Алексо Николов Малчев, известен като Поройлията или Поройски, е български революционер, деец на Вътрешната македоно-одринска революционна организация и Върховния македоно-одрински комитет.

## Биография
Алексо Поройлията е роден в 1864 година в село Долни Порой, днес Като Пороя, Гърция. Като младеж работи самарджийство и земеделие. Действа като харамия заедно с племенника си Димитър Гърчев и Михаил Поройлията, като след серия от техни убийства в Горни и Долни Порой са извършени редица арести на местни българи. След това влиза във ВМОРО в началото на октомври 1895 година и става терорист на организацията. Четник е при Михаил Апостолов. През лятото на 1900 година е четник при Михаил Чаков, a в края на годината става самостоятелен войвода. След оплакване на четниците Гоце Делчев го сваля и назначава на негово място Миле Попйорданов. Алексо се присъединява към четата на Иван Савов, а по-късно става самостоятелен войвода на ВМОК в родното му Поройско. Алексо войвода води редица сражения с турския аскер в Поройско и Петричко. Участва в Горноджумайското въстание в 1902 година. След потушаването на въстанието, остава да действа в района си с малка чета. Според дееца на ВМОРО Христо Силянов в опитите на ВМОК да измести Вътрешната организация в Източна Македония Алексо войвода си служи с „предателства, гонения и заплашвания“. В тази връзка секретарят на българското агентство в Солун Неделчо Колушев пише в свой доклад, че:
| „ | Никога никоя чужда ръка не е принесла толкова вреда на българското население, колкото сегашната анархия и борба между българите в тая област. | “ |

По нараждане от Дончо Златков убива дееца на ВМОРО Александър Илиев (Кецкаров), след което преминава изцяло към ВМОК. Заради това е осъден на смърт от Организацията и екзекутиран в Игуменец.
Според друга версия Алексо Поройлията загива в сражение с турския аскер на 26 юли 1903 година в местността Аджийца между селата Стиник и Игуменец, Петричко. Тежко ранен за да не попадне жив в ръцете на врага се самоубива с револвера си. В същото сражение загива и четникът Гого Стоянов от село Бахтияр. Войската отрязва главите на двете жертви, набучва ги на колове и ги занася в село Стиник, а оттам в Петрич и Демир Хисар. Според дееца на ВМОРО Ангел Динев двамата са предадени от бившия четник на Поройлията Мито Керанин. От декември 1901 година до смъртта си води 19 сражения с турски потери.